# ヘルプ! (ビートルズのアルバム)
『ヘルプ!』（Help!）は、ビートルズの5作目のイギリス盤公式オリジナル・アルバムであり、また2作目となる映画『ヘルプ!4人はアイドル』のサウンドトラック盤でもある。イギリスにおいて1965年8月6日に発売された。旧邦題は「4人はアイドル」（よにんはアイドル）。
日本の『ミュージック・マンスリー』誌に掲載されていた洋楽チャートでは、2か月連続で2位を獲得しながら、『サウンド・オブ・ミュージック』のサウンドトラック盤とザ・ベンチャーズの来日記念盤に阻まれ1位を逃した。
『ローリング・ストーン誌が選ぶオールタイム・ベストアルバム500』に於いて、266位にランクイン。

## 概要
A面にはビートルズ主演の映画『ヘルプ!4人はアイドル』で使用された楽曲、B面には「イエスタデイ」やカバー曲を含む新曲が収録されている。
プロデューサーのジョージ・マーティンはビートルズのデビュー録音（「ラヴ・ミー・ドゥ」、「P.S.アイ・ラヴ・ユー」）にあたって外部ミュージシャンのアンディ・ホワイトをドラムス、パーカッション役に起用したが、以降はマーティンが手を貸すことはあってもビートルズのレコーディングに際し外部ミュージシャンが参加することはなかった。本作の「悲しみはぶっとばせ」及び「イエスタデイ」の録音において、デビュー以来外部ミュージシャンを起用したことは注目される。本作には、ジョン・レノン作の「悲しみはぶっとばせ」などボブ・ディランの影響が見られる楽曲のほか、ポール・マッカートニー作の「夢の人」に見られるカントリー風味の楽曲が収録されている。

## CD化
本作は1987年にCD化されたが、全曲ジョージ・マーティンによってリミックスされている。ただし、このリミックスはジョージ・マーティンがラバー・ソウルも含めて「バラバラに戻してから、またほとんど同じように整理し直した」と述べているように、オリジナルのミックスに非常に忠実に作成されており、積極的な現代化はされず、定位やエフェクト等の処理はほぼオリジナルの通りに再現されている。『ヘルプ！』と『ラバー・ソウル』のリミックスが行われたのは、1987年の最初のCD化の時には、全アルバムが一斉にCD化されたわけではなく、数回に分けてCD化され、『ヘルプ！』、『ラバー・ソウル』、『リボルバー』の3枚が第2弾として発売されたが、当初、『ヘルプ！』と『ラバー・ソウル』はモノラルでのCD発売を予定していたのが、急遽ステレオでの発売に変更された為。
コンピレーション・アルバム『ザ・ビートルズ1962年〜1966年』に収録されている同アルバムの楽曲もリミックスされたものが採用されている。2009年9月9日の最新リマスター（ステレオ盤）も1987年ヴァージョンを採用。CD化される以前のオリジナルミックスは『ザ・ビートルズ MONO BOX』でステレオとモノラル両方がCD化されている。

## ジャケット・デザイン
イギリス盤は、パーロフォンとEMIのロゴが左上にある関係上、「HELP!」と「THE BEATLES」のロゴの高さがずれているが、日本盤は「ODEON」のロゴが右端に配置されたことで、「HELP!」と「THE BEATLES」のロゴが横一列に綺麗に並んでいる。また、日本盤は裏ジャケットの写真が全く異なっていて、ゲイトフォールド（両開き）ジャケットになっているのが特徴。
ジャケットはコートが左前合わせになっていることから裏焼きであることがわかるが、メンバーは手旗信号で"NUJV"の文字を現している。左から読むと"NUJV"となり、裏焼きしても"KPUN"となる。このことについてジャケットの撮影をしたロバート・フリーマンは、「最初は手旗信号で"HELP"のポーズを考えていたが、見栄えがよくなかった。そのため我々は即興で、手の位置を変えたより見た目が良いポージングを作った」と話している。

## 収録曲
- 邦題の表記は、日本公式サイトに準拠[12]。
- 特記を除き、作詞作曲はレノン＝マッカートニーによるもの。

| #         | タイトル                                                   | 作詞・作曲         | リード・ボーカル       | 時間  |
| --------- | ---------------------------------------------------------- | ------------------ | ---------------------- | ----- |
| 1.        | 「ヘルプ!」(Help!)                                         |                    | ジョン・レノン         | 2:18  |
| 2.        | 「ザ・ナイト・ビフォア」(The Night Before)                 |                    | ポール・マッカートニー | 2:34  |
| 3.        | 「悲しみはぶっとばせ」(You've Got To Hide Your Love Away)  |                    | ジョン・レノン         | 2:09  |
| 4.        | 「アイ・ニード・ユー」(I Need You)                         | ジョージ・ハリスン | ジョージ・ハリスン     | 2:28  |
| 5.        | 「アナザー・ガール」(Another Girl)                         |                    | ポール・マッカートニー | 2:05  |
| 6.        | 「恋のアドバイス」(You're Going To Lose That Girl)         |                    | ジョン・レノン         | 2:18  |
| 7.        | 「涙の乗車券（ティケット・トゥ・ライド）」(Ticket To Ride) |                    | ジョン・レノン         | 3:09  |
| 合計時間: | 合計時間:                                                  | 合計時間:          | 合計時間:              | 17:01 |

| #         | タイトル                                                   | 作詞・作曲                                         | リード・ボーカル                      | 時間  |
| --------- | ---------------------------------------------------------- | -------------------------------------------------- | ------------------------------------- | ----- |
| 1.        | 「アクト・ナチュラリー」(Act Naturally)                    | ジョニー・ラッセル （ 英語版 ） ヴォニー・モリソン | リンゴ・スター                        | 2:30  |
| 2.        | 「イッツ・オンリー・ラヴ」(It's Only Love)                 |                                                    | ジョン・レノン                        | 1:56  |
| 3.        | 「ユー・ライク・ミー・トゥ・マッチ」(You Like Me Too Much) | ジョージ・ハリスン                                 | ジョージ・ハリスン                    | 2:36  |
| 4.        | 「テル・ミー・ホワット・ユー・シー」(Tell Me What You See) |                                                    | ポール・マッカートニー ジョン・レノン | 2:37  |
| 5.        | 「夢の人」(I've Just Seen A Face)                          |                                                    | ポール・マッカートニー                | 2:05  |
| 6.        | 「イエスタデイ」(Yesterday)                                |                                                    | ポール・マッカートニー                | 2:05  |
| 7.        | 「ディジー・ミス・リジー」(Dizzy Miss Lizzy)               | ラリー・ウィリアムズ                               | ジョン・レノン                        | 2:57  |
| 合計時間: | 合計時間:                                                  | 合計時間:                                          | 合計時間:                             | 16:46 |

## 米国キャピトル編集盤 『ヘルプ（四人はアイドル）』
『ヘルプ（四人はアイドル）』（ヘルプ よにんはアイドル）は、1965年8月にアメリカ合衆国で発売されたビートルズのアメリカでの9作目のアルバムである。米キャピトル・レコードによる編集盤である。
純粋なサウンドトラック盤様に仕上げられた本作は、実際に映画で使用された楽曲のみが収録され、その他に映画で使用されたケン・ソーンの音楽が収められている。これにより、『4人はアイドル』のB面に収録された7曲が本作から外された。これらの楽曲のうち、「ユー・ライク・ミー・トゥ・マッチ」「テル・ミー・ホワット・ユー・シー」「ディジー・ミス・リジー」の3曲は『ビートルズ VI』、「イッツ・オンリー・ラヴ」「夢の人」の2曲は『Rubber Soul (Capitol)』、「アクト・ナチュラリー」「イエスタデイ」の2曲は『イエスタデイ・アンド・トゥデイ』に収録されている。
ケン・ソーンの映画音楽は、ケン・ソーンと彼のオーケストラによる演奏である。
Billboard 200では、9週連続第1位を獲得し、1966年度年間ランキング27位を記録している。
他のアメリカ編集盤と同じく、アメリカ編集のサウンドトラック盤は長らく未CD化だったが、2004年にボックスセットとして発売された『ビートルズ'65 BOX』でモノラルとステレオ両方のヴァージョンが初CD化された。ただしモノラル盤はアナログ盤（米キャピトル：MAS 2386）及びCD（米キャピトル：CDP 0946 3 57716 2 6）の双方ともステレオ・ヴァージョンをモノラルにミックス・ダウンしただけのものである。
アルバム・ジャケットは英国盤とは大幅に異なり、"HELP!"というタイトルを強調したもので、4人の写真はかなり小さくなっている。

### 収録曲（米国盤）
特記を除き、作詞作曲はレノン＝マッカートニーによるもの。
| #         | タイトル                                                           | 作詞・作曲             | 編曲         | リード・ボーカル       | 時間  |
| --------- | ------------------------------------------------------------------ | ---------------------- | ------------ | ---------------------- | ----- |
| 1.        | 「ヘルプ!」(Help!)                                                 |                        |              | ジョン・レノン         | 2:39  |
| 2.        | 「ザ・ナイト・ビフォア」(The Night Before)                         |                        |              | ポール・マッカートニー | 2:36  |
| 3.        | 「フロム・ミー・トゥ・ユー・ファンタジー」(From Me To You Fantasy) | レノン＝マッカートニー | ケン・ソーン | インストゥルメンタル   | 2:08  |
| 4.        | 「悲しみはぶっとばせ」(You've Got To Hide Your Love Away)          |                        |              | ジョン・レノン         | 2:12  |
| 5.        | 「アイ・ニード・ユー」(I Need You)                                 | ジョージ・ハリスン     |              | ジョージ・ハリスン     | 2:31  |
| 6.        | 「イン・ザ・チロル」(In The Tyrol)                                 | ケン・ソーン           |              | インストゥルメンタル   | 2:26  |
| 合計時間: | 合計時間:                                                          | 合計時間:              | 合計時間:    | 合計時間:              | 14:32 |

| #         | タイトル                                                                                  | 作詞・作曲                            | 編曲         | リード・ボーカル       | 時間  |
| --------- | ----------------------------------------------------------------------------------------- | ------------------------------------- | ------------ | ---------------------- | ----- |
| 1.        | 「アナザー・ガール」(Another Girl)                                                        |                                       |              | ポール・マッカートニー | 2:08  |
| 2.        | 「アナザー・ハード・デイズ・ナイト」(Another Hard Day's Night)                            |                                       | ケン・ソーン | インストゥルメンタル   | 2:31  |
| 3.        | 「涙の乗車券（ティケット・トゥ・ライド）」(Ticket To Ride)                                |                                       |              | ジョン・レノン         | 3:07  |
| 4.        | 「ザ・ビター・エンド / ユー・キャント・ドゥ・ザット」(The Bitter End / You Can't Do That) | ケン・ソーン / レノン＝マッカートニー | ケン・ソーン | インストゥルメンタル   | 2:26  |
| 5.        | 「恋のアドバイス」(You're Going To Lose That Girl)                                        |                                       |              | ジョン・レノン         | 2:19  |
| 6.        | 「ザ・チェイス」(The Chase)                                                               | ケン・ソーン                          |              | インストゥルメンタル   | 2:31  |
| 合計時間: | 合計時間:                                                                                 | 合計時間:                             | 合計時間:    | 合計時間:              | 15:02 |

## クレジット
※出典
ビートルズ
- ジョン・レノン - リード・ボーカル、ハーモニー & バッキング・ボーカル、リズムギター、アコースティック・ギター、エレクトリックピアノ、オルガン（B-7）、タンバリン（B-4）、スネアドラム（A-4）
- ポール・マッカートニー - リード・ボーカル、ハーモニー & バッキング・ボーカル、ベース、アコースティック・ギター、リードギター、ピアノ、エレクトリックピアノ、ストリングス編曲（B-6）
- ジョージ・ハリスン - ハーモニー & バッキング・ボーカル、リードギター、アコースティック・ギター、リズムギター（A-4）、リード・ボーカル（A-4, B-3）、ギロ（B-4）
- リンゴ・スター - ドラム、パーカッション、クラベス（B-4）、リード・ボーカル（B-1）

外部ミュージシャン・スタッフ
- ジョージ・マーティン - プロデュース、ピアノ（A-6）、ストリングス編曲（B-6）
- ジョン・スコット - テナー & アルトフルート（A-3）
- 弦楽四重奏（B-6）

## チャート成績

### 週間チャート
| チャート (1965年)                  | 最高位 |
| ---------------------------------- | ------ |
| オーストラリア (Kent Music Report) | 1      |
| ドイツ (Offizielle Top 100)        | 1      |
| UK アルバムズ (OCC)                | 1      |
| US Billboard Top LPs               | 1      |

| チャート (1987年)              | 最高位 |
| ------------------------------ | ------ |
| 日本 (オリコン)                | 9      |
| オランダ (MegaCharts)          | 65     |
| UK アルバムズ (OCC)            | 61     |
| US Billboard Top Compact Disks | 4      |

| チャート (2009年)                      | 最高位 |
| -------------------------------------- | ------ |
| オーストリア (Ö3 Austria)              | 62     |
| ベルギー (Ultratop Flanders)           | 48     |
| ベルギー (Ultratop Wallonia)           | 62     |
| フィンランド (Suomen virallinen lista) | 26     |
| イタリア (FIMI)                        | 50     |
| 日本 (オリコン)                        | 29     |
| オランダ (MegaCharts)                  | 96     |
| ニュージーランド (RMNZ)                | 35     |
| ポルトガル (AFP)                       | 18     |
| スペイン (PROMUSICAE)                  | 53     |
| スウェーデン (Sverigetopplistan)       | 30     |
| スイス (Schweizer Hitparade)           | 53     |
| UK アルバムズ (OCC)                    | 29     |

| チャート (2010年) | 最高位 |
| ----------------- | ------ |
| US Billboard 200  | 1      |

### 月間チャート
| チャート (1965年)                           | 最高位 |
| ------------------------------------------- | ------ |
| 日本 (ミュージック・マンスリー洋楽チャート) | 2      |

## 認定
アメリカでは、1965年末時点で131万4,457枚の売上を記録し、10年後に159万4,032枚の売上を記録した。
| 国/地域                    | 認定     | 認定/売上数 |
| -------------------------- | -------- | ----------- |
| アルゼンチン (CAPIF)       | Platinum | 60,000^     |
| オーストラリア (ARIA)      | Gold     | 35,000^     |
| イギリス (BPI)             | Platinum | 300,000^    |
| ^ 認定のみに基づく出荷枚数 |          |             |

 英国レコード産業協会による認定は、1994年以降の売上によるもの。
| 国/地域                    | 認定        | 認定/売上数 |
| -------------------------- | ----------- | ----------- |
| カナダ (Music Canada)      | 2× Platinum | 200,000^    |
| アメリカ合衆国 (RIAA)      | 3× Platinum | 3,000,000^  |
| ^ 認定のみに基づく出荷枚数 |             |             |

## 各国での発売形態
| 国                | 日付          | レーベル                                    | 発売形態              | カタログ番号         |
| ----------------- | ------------- | ------------------------------------------- | --------------------- | -------------------- |
| イギリス          | 1965年8月6日  | Parlophone                                  | mono LP               | PMC 1255             |
| イギリス          | 1965年8月6日  | Parlophone                                  | stereo LP             | PCS 3071             |
| アメリカ          | 1965年8月13日 | Capitol Records                             | mono LP               | MAS 2386             |
| アメリカ          | 1965年8月13日 | Capitol Records                             | stereo LP             | SMAS 2386            |
| Worldwide reissue | 1987年4月15日 | Apple, Parlophone, EMI                      | CD                    | CDP 7 46439 2        |
| 日本              | 1988年4月29日 | Odeon/東芝EMI                               | CD                    | CP32-5325            |
| 日本              | 1998年3月11日 | Parlophone/東芝EMI                          | CD                    | TOCP 51115           |
| 日本              | 2004年1月21日 | 東芝EMI                                     | Remastered LP         | TOJP 60135           |
| 日本              | 2009年9月9日  | Apple, Parlophone / EMIミュージックジャパン | Remastered CD         | TOCP-71005           |
| Worldwide reissue | 2006年4月11日 | Apple/Capitol/EMI                           | CD reissue of U.S. LP | CDP 0946 3 57500 2 7 |
| Worldwide reissue | 2009年9月9日  | Apple/Capitol/EMI                           | CD stereo remaster    | CDP 0946 3 82415 2 2 |

## 関連文献
- 『バンドスコア ビートルズ / 4人はアイドル』（シンコーミュージック、第2版 2002年9月14日）ISBN 978-4401361458